# Покровская церковь (Дягова)
Покровская церковь — православный храм, памятник архитектуры и истории национального значения в Дягове.

## История
Постановлением Совета Министров УССР от 06.09.1979 № 442 «Про дополнение списка памятников градостроения и архитектуры Украинской ССР, которые находятся под охраной государства» («Про доповнення списку пам'яток містобудування і архітектури Української РСР, що перебувають під охороною держави») присвоен статус памятник архитектуры республиканского значения с охранным № 1782.
Постановлением Кабинета министров Украины от 10.10.2012 № 929 «Про занесение объектов культурного наследия национального значения в Государственный реестр недвижимых памятников Украины» («Про занесення об'єктів культурної спадщини національного значення до Державного реєстру нерухомих пам'яток України») присвоен статус памятник архитектуры и истории национального значения с охранным № 250048-Н. Тем самым объект исключается из Списка памятников архитектуры Украинской ССР, что находятся под охраной государства.
Установлена информационная доска.

## Описание
Покровская церковь сочетает народную деревянную монументальную архитектуру с профессиональными способами конца XIX века периода историзма. Сооружена в 1896 году в формах историзма.
Деревянная (сосна), шалёвана, одноглавая, двухзаломная (2 уступа), пятидольная (пятисрубная — 5 объёмов), крестообразная в плане церковь, с прирубами между ветвями основных объёмов. С запада к общему объёму примыкает трёхъярусная колокольня — четверик, несущий восьмерик на восьмерике, завершается 8-гранным шатром. Венчает храм купол на восьмигранном барабане, перекрытый плоским плафоном. Форма треугольника находит отражение в оформлении купола храма и двух уступов колокольни. Фасады украшены карнизами развитыми зубчатыми и ломаного очертания, окна — треугольными сандриками. В интерьере все срубы сообщаются между собой при помощи больших шестиугольных прорезей, по этому храм воспринимается одновременно и как крестовый, и как трехнефный. В прирубах сделаны арочные перекрытия, в остальных объёмах плоские перекрытия. Над входом обустроено крыльцо.
На стенах притвора сохранилась монументальная масляная роспись.
Церковь была передана религиозной общине.